# Araucaria cunninghamii
Araucaria cunninghamii, llamada comúnmente araucaria de Australia, es una especie del género Araucaria que se encuentra en las costas de bosques lluviosos del este de Australia y de Nueva Guinea.

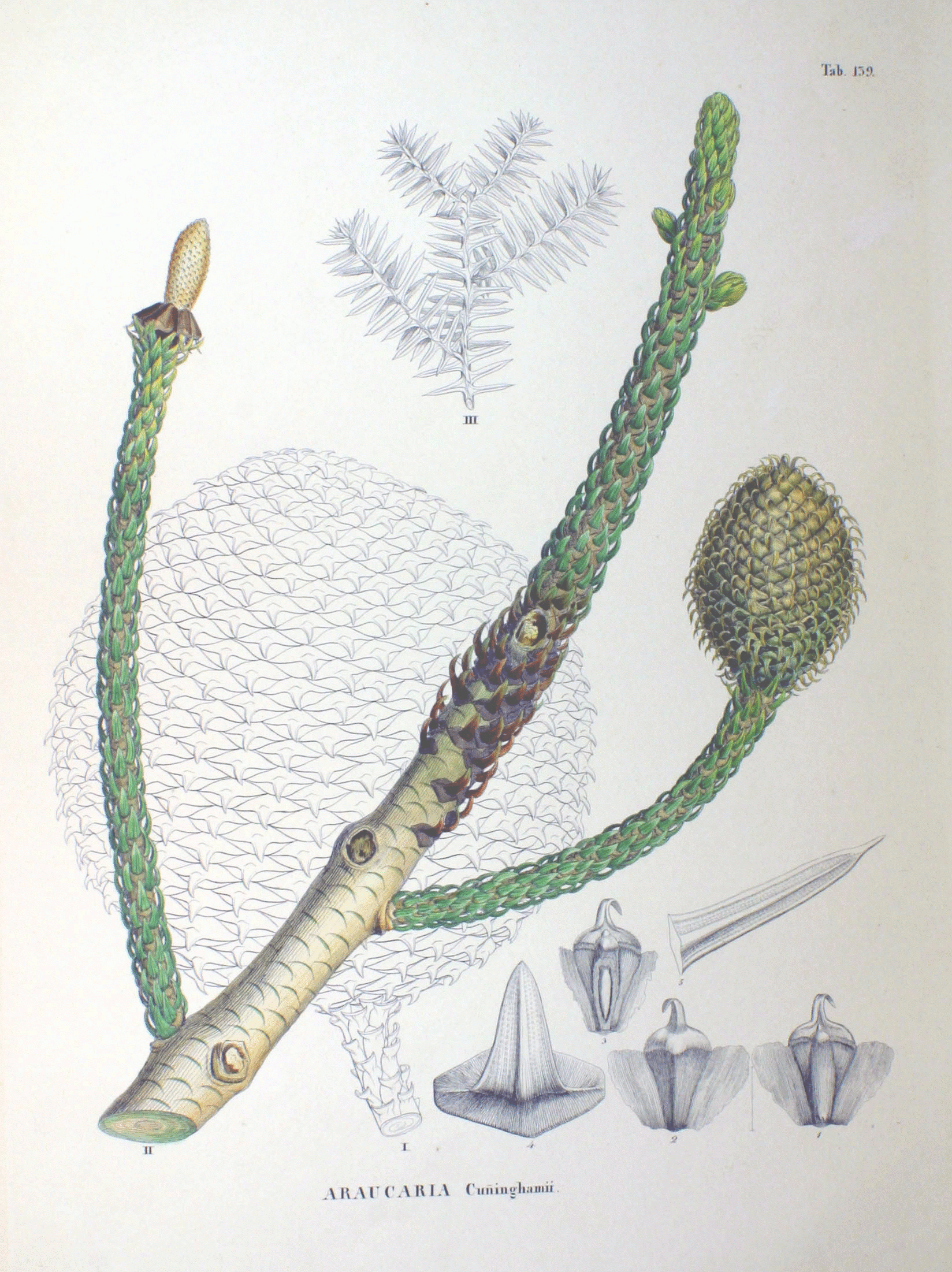
Ilustración

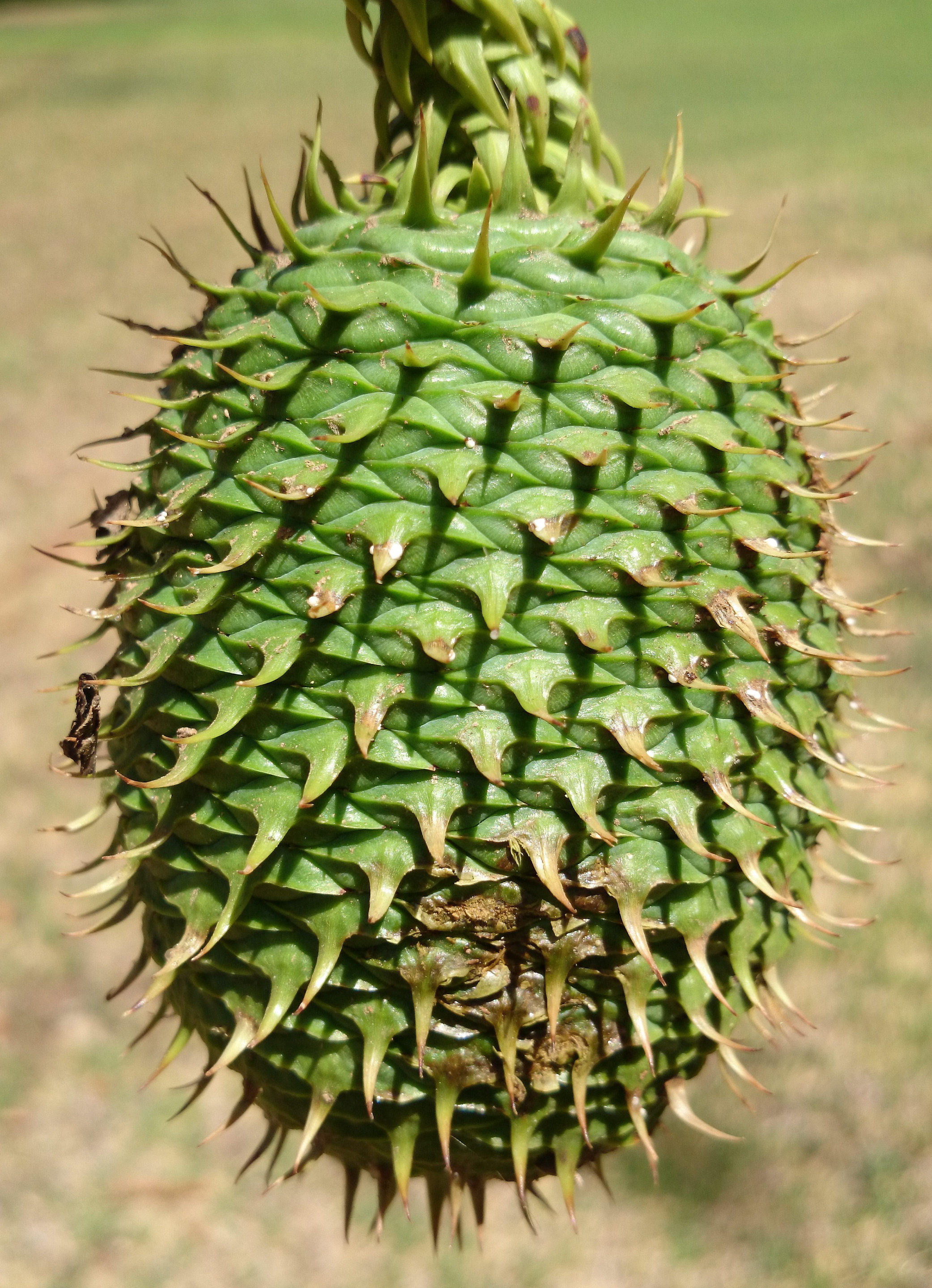
Cono

## Descripción
Esta especie puede llegar a vivir 450 años y crecer 60 m de altura. El tronco posee una corteza rugosa y se parte de manera natural, sin descascararse.

Las hojas de los ejemplares jóvenes tienen forma de lezna, de 1-2 cm de longitud, y 2 mm de espesor en la base, e incurvadas, de 1-2 cm de longitud y 4 mm de ancho en los fustes maduros. Los estróbilos (conos) son ovoides, de 8-10 cm de largo. y 6-8 cm de diámetro, y tarda 18 meses en madurar. Al madurar se desintegran liberando semillas parecidas a nueces, que son comestibles.
En los árboles más viejos la copa asemeja a la de Araucaria columnaris.

## Distribución
Nativa de Australia, se encuentra en bosques lluviosos costeros tropicales y subtropicales desde el norte de Queensland hasta Coffs Harbour en Nueva Gales del Sur, a nivel del mar hasta 1.000 m de altitud. La variedad papuana se da en el oeste de Nueva Guinea, en las montañas Arfak.

## Cultivo y usos
La madera es de alta calidad,  particularmente importante en la industria de la madera laminada, de muebles, enchapados,  tornería, botes. Muchos bosques naturales en Australia y Nueva Guinea han sido agotados por tala rasa, por lo que se encuentra principalmente en plantaciones madereras. Sin embargo, la especie sigue prosperando en áreas protegidas, como el Parque nacional Lamington. Antiguamente, los aborígenes australianos utilizaban su resina como un cemento.

## Taxonomía
Araucaria cunninghamii fue descrita por William Aiton ex David Don y publicado en A Description of the Genus Pinus, ed. 2 3, pl. 79, en el año 1837.
Etimología
Araucaria: nombre genérico geográfico que alude a su localización en Arauco.
cunninghamii: epíteto que fue nombrado por el botánico y explorador Allan Cunningham.
Variedades aceptadas
Hay dos variedades:
- Araucaria cunninghamii var. cunninghamii - Australia, del noreste de Nueva Gales del Sur al centro este de Queensland, de 0-1.000 m s. n. m.
- Araucaria cunninghamii var. papuana - Nueva Guinea, en las montañas de Papúa Nueva Guinea, y en Irian Jaya, Indonesia, de 100-2.700 m s. n. m.

Sinonimia
- Eutacta cunninghamii (Aiton ex D.Don) Link
- Eutassa cunninghamii (Aiton ex D.Don) G.Don
- Eutassa cunninghamii (Aiton ex D. Don) Spach[7]